# 34329 Sribhimaraju
34329 Sribhimaraju este o planetă minoră (asteroid), cu un diametru de 6,337 km, din centura de asteroizi. A fost descoperită pe 31 august 2000 la Experimental Test Site⁠(d) de Lincoln Near-Earth Asteroid Research. 
Obiectul prezintă o orbită caracterizată de o semiaxă mare de 2,6593345 UAi, o excentricitate de 0,1, o înclinație de 4,1561 ° în raport cu ecliptica.